# ظل من الاختلاف (رواية)
ظل من الاختلاف A Shade of Difference هي رواية من الأدب السياسي للكاتب ألن دروري نشرت في عام 1962 من دار نشر دابلداي.
وهي ثاني رواية في سلسلة روايات «المشورة والموافقة» التي فاز بسببها الكاتب بجائزة بوليتزر للأدب في عام 1960. وقد نشر الكاتب بعدها رواية «قادر على الشرف» في عام 1966.

## القصة
تدور أحداث الرواية حول السياسات التي تتخذها الوفود في الولايات المتحدة والمشاكل التي تسببها دول العالم الثالث للولايات المتحدة حين تتنافس على الحصول على الميزات السياسية في مواجهة الاتحاد السوفيتي أثناء الحرب الباردة، وكذلك داخل التوترات العرقية داخل الولايات المتحدة فيما يتعلق بالاندما داخل المدارس الحكومية في الولايات الجنوبية.